# Copa Rio Grande do Sul de Futebol Sub-20 de 2018
A Copa Rio Grande do Sul de Futebol Sub-20 de 2018, oficialmente chamada de III Copa Internacional Ipiranga Sub-20 de 2018 por motivos de patrocínios, foi a décima terceira edição do campeonato organizado pela Federação Gaúcha de Futebol, a quarta denominada "Copa Rio Grande do Sul". Disputada por vinte equipes, sendo sete estrangeiras.

## Participantes
Esta edição do torneio foi  disputada por vinte equipes participantes e, assim como as duas edições anteriores, equipes convidadas dos demais países da América Latina participaram do torneio. Em princípio, o Boca Juniors foi confirmado como participante, mas o clube argentino desistiu da participação devido a uma infecção que se alastrou pelo complexo do clube, interrompendo as atividades da base.

## Primeira fase
A primeira fase do torneio foi disputada pelas vinte equipes participantes, que foram divididas em quatro grupos com cinco cada. Essa fase foi composta por confrontos dentro dos grupos em turno único. No final, as duas melhores equipes de cada grupo se classificaram para a próxima fase. Além disso, foi adotado os seguintes critérios de desempates durante a fase:
- Maior número de vitórias;
- Melhor saldo de gols simples;
- Maior número de gols pró;
- Confronto direto (quando o empate ocorrer apenas entre dois clubes);
- Menor número de cartões vermelhos;
- Menor número de cartões amarelos;
- Sorteio.

## Fase final
A fase final do torneio, engloba as fases de quartas-de-final, semifinais e a final. Participaram as oito equipes classificadas da fase anterior, os confrontos foram realizados em jogo único.
|  | Quartas-de-final                | Quartas-de-final             |                              |       | Semifinal | Semifinal |  |  | Final | Final |
|  |                                 |                              |                              |       |           |           |  |  |       |       |
|  | 10 de dezembro, Flores da Cunha |                              |                              |       |           |           |  |  |       |       |
|  |                                 |                              |                              |       |           |           |  |  |       |       |
|  | Palmeiras                       | 5                            |                              |       |           |           |  |  |       |       |
|  | Palmeiras                       | 5                            | 13 de dezembro, Porto Alegre |       |           |           |  |  |       |       |
|  | Botafogo                        | 1                            |                              |       |           |           |  |  |       |       |
|  | Botafogo                        | 1                            | Palmeiras (pen)              | 1 (8) |           |           |  |  |       |       |
|  | 11 de dezembro, Porto Alegre    |                              | Palmeiras (pen)              | 1 (8) |           |           |  |  |       |       |
|  |                                 | Internacional                | 1 (7)                        |       |           |           |  |  |       |       |
|  | Internacional                   | Internacional                | 1 (7)                        | 1     |           |           |  |  |       |       |
|  | Internacional                   |                              | 16 de dezembro, Porto Alegre | 1     |           |           |  |  |       |       |
|  | Cruzeiro                        | 0                            |                              |       |           |           |  |  |       |       |
|  | Cruzeiro                        | 0                            | Palmeiras (pen)              | 1 (4) |           |           |  |  |       |       |
|  | 10 de dezembro, Flores da Cunha |                              | Palmeiras (pen)              | 1 (4) |           |           |  |  |       |       |
|  |                                 | São Paulo                    | 1 (3)                        |       |           |           |  |  |       |       |
|  | Grêmio                          | São Paulo                    | 1 (3)                        | 2 (1) |           |           |  |  |       |       |
|  | Grêmio                          | 13 de dezembro, Porto Alegre |                              | 2 (1) |           |           |  |  |       |       |
|  | Vasco da Gama (pen)             | 2 (3)                        |                              |       |           |           |  |  |       |       |
|  | Vasco da Gama (pen)             | 2 (3)                        | Vasco da Gama                | 1     |           |           |  |  |       |       |
|  | 11 de dezembro, Porto Alegre    |                              | Vasco da Gama                | 1     |           |           |  |  |       |       |
|  |                                 | São Paulo                    | 2                            |       |           |           |  |  |       |       |
|  | São Paulo (pen)                 | São Paulo                    | 2                            | 1 (3) |           |           |  |  |       |       |
|  | São Paulo (pen)                 |                              |                              | 1 (3) |           |           |  |  |       |       |
|  | Corinthians                     | 1 (2)                        |                              |       |           |           |  |  |       |       |
|  | Corinthians                     | 1 (2)                        |                              |       |           |           |  |  |       |       |

### Quartas-de-final
| 10 de dezembro | Palmeiras                                                               | 5 − 1     | Botafogo       | Estádio Homero Soldatelli, Flores da Cunha |
| 17:30 (UTC−2)  | Patrick de Paula 5' · Papagaio 21' (pen), 33' · Alan 45+1' · Wesley 78' | Relatório | Igor Cássio 3' | Árbitro: Jean Pierre Gonçalves Lima        |

| 10 de dezembro | Grêmio                           | 2 − 2     | Vasco da Gama                   | Estádio Homero Soldatelli, Flores da Cunha |
| 20:00 (UTC−2)  | Jhonata Varela 26' · Léo Chú 42' | Relatório | Caio Lopes 35' · Laranjeira 86' | Árbitro: Anderson Daronco                  |

|                                          |       | Penalidades                                        |  |
| Jhonata Varela Jhonata Robert Tetê Renan | 1 − 3 | Lucas Santos Gabriel Norões Tiago Reis Bruno Gomes |  |

| 11 de dezembro | Internacional | 1 − 0     | Cruzeiro | Campo do SESC, Porto Alegre |
| (UTC−2)        | Brenner 7'    | Relatório |          | Árbitro: Daniel Nobre Bins  |

| 11 de dezembro | São Paulo     | 1 − 1     | Corinthians       | Campo do SESC, Porto Alegre   |
| 19:15 (UTC−2)  | Fabinho 45+1' | Relatório | Lucas Piton 45+2' | Árbitro: Leandro Pedro Vuaden |

|                                                       |       | Penalidades                                          |  |
| Morato Marcos Júnior Danilo Magalhães Paulinho Fasson | 3 − 2 | Fabrício Oya Vitinho João Celeri Rafinha Rafael Bilu |  |

### Semifinais
| 13 de dezembro | Palmeiras      | 1 − 1     | Internacional  | Estádio Universitário da PUCRS, Porto Alegre |
| 15:30 (UTC−2)  | Papagaio 45+3' | Relatório | Bruno José 23' | Árbitro: Anderson Daronco                    |

|                                                                                                   |       | Penalidades                                                                               |  |
| Papagaio Marcus Meloni Esteves César dos Santos Patrick de Paula Iago Patrick de Lucca Alan Veron | 8 − 7 | José Aldo César Coelho Volnei Juliano Lucas Ramos Netto Pedro Henrique Osmar José Gabriel |  |

| 13 de dezembro | Vasco da Gama  | 1 − 2     | São Paulo                    | Estádio Universitário da PUCRS, Porto Alegre |
| 18:00 (UTC−2)  | Tiago Reis 21' | Relatório | Gabriel Sara 25' · Diego 47' | Árbitro: Jean Pierre Gonçalves Lima          |

### Final
| 16 de dezembro | Palmeiras | 1 − 1 | São Paulo | Estádio Universitário da PUCRS, Porto Alegre |
| 11:30 (UTC−2)  |           |       |           | Árbitro: Leandro Pedro Vuaden                |

|  |       | Penalidades |
|  | 4 − 3 |             |

## Premiação
| Copa Rio Grande do Sul de Futebol Sub-20 de 2018 |
| Brasil                                           |
| ------------------------------------------------ |
| Palmeiras Campeão (1.º título)                   |